# Шатов, Пётр Иванович
Пётр Иванович Шатов (12 июля 1922, Котельничский уезд, Вятская губерния — 29 сентября 1991, Канск, Красноярский край) — участник Великой Отечественной войны, полный кавалер ордена Славы.

## Биография
Родился 12 июля 1922 года в деревне Шабуры в семье рабочего. Русский. В 1927 году семья переехала в село Нижний Ингаш Красноярского края. Здесь окончил начальную школу. Работал машинистом на станции Ингашская Нижнеингашского района Красноярского края, сплавщиком леса в Краслаге НКВД. Жил в посёлке Нижняя Пойма этого же района.
В конце ноября 1941 года был призван в Красную Армию Нижнеингашским райвоенкоматом. Боевой путь начал в феврале 1942 года на Волховском фронте в составе 120-го отдельного лыжного батальона, который входил в 7-ю армию стрелковой дивизии.
18 ноября 1942 года, будучи санитаром лыжного батальона, ефрейтор Шатов под огнём противника вынес с поля боя 21 раненного бойца с их оружием, в том числе командира взвода. Был награждён медалью «За отвагу».
Позднее окончил курсы младших командиров и стал командовать отделением разведки 37-й отдельной разведывательной роты 21-й Пермской стрелковой дивизии (19-я армия, Карельский фронт). Дивизия занимала оборону по реке Свирь вплоть до марта 1944 года, затем переброшена ещё севернее, в Заполярье, на Кандалакшское направление.
6 апреля 1944 года в 15 км северо-восточнее посёлка Алакурти (Мурманская область) сержант Шатов, двигаясь со своим отделением в тыл противника, принял встречный бой с группой гитлеровцев. Огнём из автомата лично уничтожил 11 гитлеровцев и захватил пленного и трофеи. При отходе разведчики снова вступили в бой, расстреляли около 20 солдат противника. Вернулись в своё расположение без потерь.
Приказом по частям 21-й стрелковой дивизии (№ 9/н) от 24 апреля 1944 года сержант Шатов Пётр Иванович награждён орденом Славы 3-й степени.
19 мая 1944 года западнее оз. Ярьетенярви сержант Шатров, действуя в разведке в составе взвода, вышел во фланг позиций противника и первым ворвался в расположение врага, увлекая за собой бойцов. В короткой схватке лично уничтожил 14 гитлеровцев и пленил обер-ефрейтора.
Приказом по войскам 19-й армии (№ 208) от 11 июня 1944 года сержант Шатов Пётр Иванович награждён орденом Славы 2-й степени.
5 июня 1944 года, находясь в разведке в 15 км северо-восточнее поселка Алакурти, сержант Шатов ворвался в расположение противника, лично гранатами подорвал склад с боеприпасами и 2 гитлеровцев. Будучи раненым, после перевязки вернулся в строй и пошёл в атаку на опорный пункт противника. Был представлен к награждению орденом Славы 1-й степени.
Почти полгода пролежал в госпитале. После выздоровления вернулся в строй, но в свою часть не попал. Был зачислен в 31-ю отдельную горно-стрелковую бригаду, которая находилась на переформировании в Вологодской области. В феврале 1945 года бригада была переброшена на территорию южной Польши. Здесь в составе 34-й армии 4-го Украинского фронта бригада принимала участие в Моравско-Остравской операции (10 марта — 5 мая 1945 года). В новой части старший сержант Шатов так же служил в разведке, помощником командира отделения роты пешей разведки.
Указом Президиума Верховного Совета СССР от 23 марта 1945 года старший сержант Шатов Пётр Иванович награждён орденом Славы 1-й степени. Стал полным кавалером ордена Славы.
28 марта 1945 года старший сержант Шатов с группой разведчиков проник в тыл противника, разведал расположение огневых точек, захватил пленного и благополучно вернулся в своё расположение. В этом бою лично уничтожил 15 немецких солдат. Пленный офицер дал ценные сведения.
8 апреля 1945 года, в бою на левом берегу реки Одер, со своим отделением отразил 4 танковые атаки противника. У взвода разведчиков, кроме одного противотанкового ружья и гранат, других средств борьбы с танками не было. Шатов гранатами пожёг два танка, но и сам был тяжело ранен — рядом разорвался снаряд. После боя без сознания был отправлен в госпиталь. За эти бои награжден орденом Красной Звезды.
День Победы встретил в госпитале. Пришлось лечиться более семи месяцев, до тех пор пока не восстановились слух и речь. В декабре 1945 года был демобилизован инвалидом второй группы.
Жил и работал в городе Канск Красноярского края. Член ВКП(б)/КПСС с 1947 года. Скончался 29 сентября 1991 года. Похоронен в городе Канск, на кладбище на Абанской горе.

## Награды
- Орден Славы 1 степени (24 марта 1945, № 1209)[2];
- Орден Славы 2 степени (11 июня 1944, № 308)[3];
- Орден Славы 3 степени (24 апреля 1944, № 49578)[4];
- Орден Отечественной войны 1 степени (11 марта 1985)[5];
- Орден Красной Звезды[6];
- Медаль «За отвагу» (12 декабря 1942)[7];
- ряд прочих медалей.

## Память
- В городе Канск на доме, где жил ветеран (ул. Московская 20), установлена мемориальная доска.

## Комментарии
1. ↑  Деревня Шабуры, относившаяся в 1920-е годы к Арбажской волости Котельничского уезда, в последующем входила в состав Хорошавинского, затем — Арбажского сельсовета Арбажского района Кировской области; упразднена 26.12.2000[1].